# Segerstads socken, Värmland
Segerstads socken i Värmland ingick i Grums härad, ingår sedan 1971 i Karlstads kommun och motsvarar från 2016 Segerstads distrikt.
Socknens areal är 63,93 kvadratkilometer varav 63,43 land. År 2000 fanns här 419 invånare. En del av tätorten Vålberg samt sockenkyrkan Segerstads kyrka ligger i socknen.   

## Administrativ historik
Socknen har medeltida ursprung. 
Vid kommunreformen 1862 övergick socknens ansvar för de kyrkliga frågorna till Segerstads församling och för de borgerliga frågorna bildades Segerstads landskommun. Landskommunen inkorporerades 1952 i Nors landskommun som 1971 uppgick i Karlstads kommun. Församlingen uppgick 2006 i Nor-Segerstads församling.
1 januari 2016 inrättades distriktet Segerstad, med samma omfattning som församlingen hade 1999/2000.  Socknen har tillhört län, fögderier, tingslag och domsagor enligt vad som beskrivs i artikeln Grums härad. De indelta soldaterna tillhörde Värmlands regemente och Kils kompani.

## Geografi
Segerstads socken ligger väster om Karlstad kring Norsälvens utlopp i Vänern omfattande en större halvö i Vänern och skärgård. Socknen är odlingsbygd med skog i nordväst.

## Fornlämningar
Från bronsåldern finns spridda gravrösen. Från järnåldern finns tio gravfält, två fornborgar och fyra labyrinter på Stora Axelön.

## Namnet
Namnet skrevs 1287 Sigarstad och kommer från en gård och kyrkbyn. Efterleden är sta(d), 'plats'. Förleden innehåller mansnamnet Sighar.

## Befolkningsutveckling
| Befolkningsutvecklingen i Segerstads socken, Värmland 1750–1990                                          | Befolkningsutvecklingen i Segerstads socken, Värmland 1750–1990 | Befolkningsutvecklingen i Segerstads socken, Värmland 1750–1990 | Befolkningsutvecklingen i Segerstads socken, Värmland 1750–1990 | Befolkningsutvecklingen i Segerstads socken, Värmland 1750–1990 |
| --- | --------------------------------------------------------------- | --------------------------------------------------------------- | --------------------------------------------------------------- | --------------------------------------------------------------- |
| |                                                                 |                                                                 |                                                                 |                                                                 |
| År |                                                                 |                                                                 | Folkmängd                                                       |                                                                 |
| 1750 | 1750                                                            |                                                                 | 712                                                             |                                                                 |
| 1760 | 1760                                                            |                                                                 | 765                                                             |                                                                 |
| 1769 | 1769                                                            |                                                                 | 836                                                             |                                                                 |
| 1780 | 1780                                                            |                                                                 | 695                                                             |                                                                 |
| 1790 | 1790                                                            |                                                                 | 739                                                             |                                                                 |
| 1800 | 1800                                                            |                                                                 | 931                                                             |                                                                 |
| 1810 | 1810                                                            |                                                                 | 1 037                                                           |                                                                 |
| 1820 | 1820                                                            |                                                                 | 1 055                                                           |                                                                 |
| 1830 | 1830                                                            |                                                                 | 1 088                                                           |                                                                 |
| 1840 | 1840                                                            |                                                                 | 1 214                                                           |                                                                 |
| 1850 | 1850                                                            |                                                                 | 1 295                                                           |                                                                 |
| 1860 | 1860                                                            |                                                                 | 1 310                                                           |                                                                 |
| 1870 | 1870                                                            |                                                                 | 1 375                                                           |                                                                 |
| 1880 | 1880                                                            |                                                                 | 1 224                                                           |                                                                 |
| 1890 | 1890                                                            |                                                                 | 1 096                                                           |                                                                 |
| 1900 | 1900                                                            |                                                                 | 937                                                             |                                                                 |
| 1910 | 1910                                                            |                                                                 | 810                                                             |                                                                 |
| 1920 | 1920                                                            |                                                                 | 789                                                             |                                                                 |
| 1930 | 1930                                                            |                                                                 | 726                                                             |                                                                 |
| 1940 | 1940                                                            |                                                                 | 630                                                             |                                                                 |
| 1950 | 1950                                                            |                                                                 | 528                                                             |                                                                 |
| 1960 | 1960                                                            |                                                                 | 450                                                             |                                                                 |
| 1970 | 1970                                                            |                                                                 | 348                                                             |                                                                 |
| 1980 | 1980                                                            |                                                                 | 311                                                             |                                                                 |
| 1990 | 1990                                                            |                                                                 | 351                                                             |                                                                 |
| Anm: Källor: Umeå universitet - Tabellverket 1749-1859, Demografiska databasen, CEDAR, Umeå universitet. |                                                                 |                                                                 |                                                                 |                                                                 |